# Thuận Hà
Thuận Hà là một xã thuộc huyện Đắk Song, tỉnh Đắk Nông, Việt Nam.

## Địa lý
Xã Thuận Hà nằm ở phía tây huyện Đắk Song, có vị trí địa lý:
- Phía đông giáp xã Nam Bình
- Phía tây giáp Campuchia
- Phía nam giáp xã Đắk N'Drung và huyện Tuy Đức
- Phía bắc giáp xã Thuận Hạnh.

Xã có diện tích 56,43 km², dân số năm 2007 là 3.653 người, mật độ dân số đạt 65 người/km².

## Hành chính
Xã Thuận Hà được chia thành 5 thôn: 2, 3, 5, 7, 8 và 2 bản: Đắk Thốt, Đầm Giỏ.

## Lịch sử
Xã Thuận Hà được thành lập vào ngày 18 tháng 10 năm 2007 trên cơ sở điều chỉnh 2.448 ha diện tích tự nhiên và 2.743 người của xã Đắk Song, 390 ha diện tích tự nhiên và 188 người của xã Đắk N'Drung, 2.805 ha diện tích tự nhiên và 722 người của xã Thuận Hạnh.
Sau khi thành lập, xã có 5.643 ha diện tích tự nhiên và 3.653 người.
Ngày 30 tháng 9 năm 2019, Hội đồng Nhân dân tỉnh Đắk Nông ban hành Nghị quyết 24/NQ-HĐND về việc:
- Sáp nhập một phần thôn 3 vào thôn 2
- Sáp nhập thôn 4 vào phần còn lại của thôn 3
- Sáp nhập thôn 6 vào thôn 5
- Sáp nhập một phần thôn 8 vào thôn 7
- Giữ nguyên tên phần còn lại của thôn 8.